# 安藝綜合醫院前站
安藝綜合醫院前站（日语：／ Aki sōgō Byōinmae eki */?）是位於高知縣安藝市寶永町，土佐黑潮鐵道的後免·奈半利線車站。車站編號為GN27-1，是土佐黑潮鐵道首個、亦是暫時唯一採用分支車站編號的車站。
車站除了服務前往醫院的乘客外，也服務南端的住宅區。

## 車站結構
本站為土佐黑潮鐵道及後免·奈半利線中最新投入服務的車站，車站位於與「市道井之口線」的交匯點，在原有的路堤上加建，入口位於路堤的北側，採用簡易車站模式，不設有站房。整個月台層及連接路面的樓梯均使用不鏽鋼架所搭建，另外由於設置了升降機，固亦未有另外加建無障礙斜道。
車站與冠名地高知縣立安藝綜合醫院只有200米距離，步行時間只需3分鐘。

### 月台配置
只設有側式月台1座。有效長度為2輛，整個月台以工字鐵在既有路堤上搭建，並舖上了水泥板。同時也依從其他車站一樣的設計，建有一座兼備有趟門式的候車室、以及開放式設有弧型上蓋的候車亭，候車座椅也採用了相同的搭配，為附有背板的長木櫈。
列車靠站時，往安藝方向為左側上落，往後免方向為右側上落。
| 路線           | 上下行 | 方向                            |
| -------------- | ------ | ------------------------------- |
| ■後免·奈半利線 | 上行   | 安藝、奈半利方向                |
| ■後免·奈半利線 | 下行   | 後免、經■JR土讚線直通至高知方向 |

### 吉祥物
本站吉祥物名為「安藝 護士醬」（あき ナースちゃん）。它穿上了粉紅色的護士服，並飾帶了聽診器。在擬定吉祥物時，過往其他車站皆由高知縣出身的漫畫家柳瀨嵩負責設計，但因他早於2013年逝世，因此本站吉祥物的設計變由Yanase Studio負責。設計物料與銅像製作等的預算合計為328萬日圓。

## 歷史
- 2018年12月5日：後免·奈半利線活性化協議會決定設置車站[4]。
- 2021年3月13日：車站啟用[5]。

## 使用人數
安藝市役所網頁及安藝市統計均沒有列出車站的使用人數。
根據國土交通省「國土數值情報」，本站為土佐黑潮鐵道單獨營運車站中使用量排行第9，以下為1日平均上下車人次：
| 乘降人員推算 | 乘降人員推算     |
| 年度         | 1日平均 乘降人次 |
| ------------ | ---------------- |
| 2020         | 87               |
| 2021         | 138              |
| 2022         | 170              |

## 相鄰車站
土佐黑潮鐵道
■後免·伊半利線
■快速A、■快速B（只限晨早下行單向）、■普通
球場前（GN28）－安藝綜合醫院前（GN27-1）－安藝（GN27）

## 外部連結
- 土佐黑潮鐵道安藝綜合醫院前站
- GotoGotoWeb安藝綜合醫院前站介紹